# 窒息气体
窒息气体又称窒息性气体，是一种无毒或低毒的气体，它能降低空气中正常的氧气浓度。人一旦呼吸到大量窒息性气体，使得吸入體內氣體的氧气浓度不足，會窒息死亡。由于窒息性气体大多相对惰性和无味，因此除了二氧化碳（高碳酸血症）外，高浓度的窒息气体可能不会被注意到。
常見的窒息气体有甲烷、氮气、氩气、氦气、丁烷和丙烷。这些气体与二氧化碳和臭氧等微量气体一起，构成了地球大气的79%。